# Корш Федір Євгенович
Федір Євгенович Корш (22 квітня (4 травня) 1843, Москва — 16 лютого (1 березня) 1915, Москва) — російський і український філолог, перекладач, поет, академік Петербурзької АН з 1900, дійсний член НТШ у Львові, член Копенгагенського філологічного товариства, Угро-фінського товариства (Фінляндія), почесний член багатьох університетів.

## Біографія
Син відомого російського видавця, журналіста та перекладача 19 ст. Є. Корша, діяльність якого високо цінували О. Герцен, І. Тургенєв і який був знайомий з Т. Шевченком.
Федір Євгенович — учень О. Бородянського, у якого вивчав українську мову, оволодів нею настільки, що писав вірші (підписував псевдонімом Хведір Корж) та наукові праці. Після закінчення Московського університету (1864) залишився на кафедрі римської словесності для підготовки до професорського звання. У 1865—1867 рр. викладав у пансіоні Ціммермана та Олександрівському військовому училищі. 1868 — захистив магістерську дисертацію про латинське віршування, обраний штатним доцентом кафедри грецької словесності Московського університету. Перебував у науковому відрядженні у Берліні (1868), Відні (1869), Римі (1870), де вивчав західно-європейські мови та літератури. 1870—1901 — у Московському університеті (з перервою): від 1877 — екстраординарним, від 1882 — ординарним професором кафедри римської словесності, від 1893 — заслуженим професором; водночас 1892—1915 — ординарним професором перської словесності Лазаревського інституту східних мов (Москва); 1890—1892 — професором кафедри класичної філології Новоросійського університету (Одеса). Голова Східної (від 1887) та Слов'янської (від 1892) комісій Московського археологічного товариства, Комісії для редакції українського перекладу Євангелія (від 1905), Комісії з видання творів О. Пушкіна (від 1906), Товариства слов'янської культури (від 1908), Комісії зі складання діалектологічної карти Росії (від 1909).
Член Копенгагенського філологічного та Угрофінського (Фінляндія) товариств, Почесний член Університету святого Володимира у Києві, Харківського та Новоросійського університетів. Володів багатьма класичними, європейськими та східними мовами, перекладав із них.

## Наукова діяльність
Наукові дослідження: класична філологія, порівняльне мовознавство, слов'янознавство, сходознавство, історія літератури. Цікавився проблемами української культури, історії, мови, рішуче виступав проти російського шовінізму у ставленні до українського народу («К спору об украинской культуре» // «Украинская жизнь», 1912, № 2; «Об украинском национальном возрождении» // Там само,1913, № 1; «Украинцы и Австрия» // Там само, № 2; «Украинский народ и украинский язык» // «Известия Общества славянской культуры», 1913, т. 2, кн. 1).
Досліджував творчість Т. Г. Шевченка («Памяти Т. Г. Шевченко» // «Утро России»,1911, № 6; «Шевченко среди поэтов славянистов» // «Сборник, посвященный памяти Т. Г. Шевченко», Москва, 1912; «Тарас Григорьевич Шевченко (1814—1914): Его литературное и общественное значение» // «Русские ведомости», 1914, 25 февраля; вірш «Хулителям Шевченко» // «ЛНВ», 1914, № 2).
Обстоював думку про віршовану будову «Слово о полку Ігоревім», опублікував ритмізований текст («Слово о полку Игореве» (Исследование и текст), Санкт-Петербург, 1909), здійснив аналіз тюркізмів у цій пам'ятці («Турецкие элементы в языке »Слова о полку Игореве«», Санкт-Петербург, 1904).
Із П. Фортунатовим та О. Шахматовим ініціював підготовку доповіді-записки «Об отмене стеснений печатного малорусского печатного слова» (1905), унаслідок чого низку обмежень у вживанні української мови було знято. 1906—1907 спільно з О. Шахматовим запропонував кандидатуру І. Франка в дійсні члени Санкт-Петербурзької АН (уряд заборонив це обрання).
Очолював Ювілейні комітети з відзначення 50-річчя від дня смерті Т. Шевченка (1911) і 100-річчя від дня його народження (1914). Брав участь у зборі коштів на пам'ятник йому у Києві.
Захоплювався українським театром. Наукова і громадська діяльність Корша високо цінували в Україні, зокрема, А. Кримський у статті «Академік Ф. Є. Корш як українолюбець-українознавець» (1915), О. Лотоцький у мемуарах «Сторінки минулого» (Варшава, 1938), Д. Мордовець, С. Єфремов тіа ін.